# Maurice Loutreuil
 (septembre 2020).
Si vous disposez d'ouvrages ou d'articles de référence ou si vous connaissez des sites web de qualité traitant du thème abordé ici, merci de compléter l'article en donnant les références utiles à sa vérifiabilité et en les liant à la section « Notes et références ».
Maurice Albert Loutreuil, né le 16 mars 1885 à Montmirail (Sarthe) et mort le 21 janvier 1925 à Paris, est un peintre français.

## Biographie

### Une jeunesse chaotique 1885-1909
Fils d'un clerc de notaire, Maurice Loutreuil perd sa mère le 13 avril 1885. Il est confié jusqu'en 1889 à ses grands-parents à Chérancé. Il poursuit ses études au lycée du Mans et échoue au Bac à 15 ans. En 1901, il travaille comme clerc chez son père, notaire à Noyen-sur-Sarthe. Il devient clerc de notaire en 1904 et le restera jusqu'en 1909. Le 9 mai 1904, son père meurt. En 1904, il est réformé pour une tuberculose généralisée.
De 1906 à 1909, il fréquente les cours du soir de peinture de Jules Hervé-Mathé au Mans et présente de belles aptitudes. Les plus anciens témoignages de cette période sont des caricatures signées sous le pseudonyme de « Naresco ».

### Un peintre maudit: 1909-1925

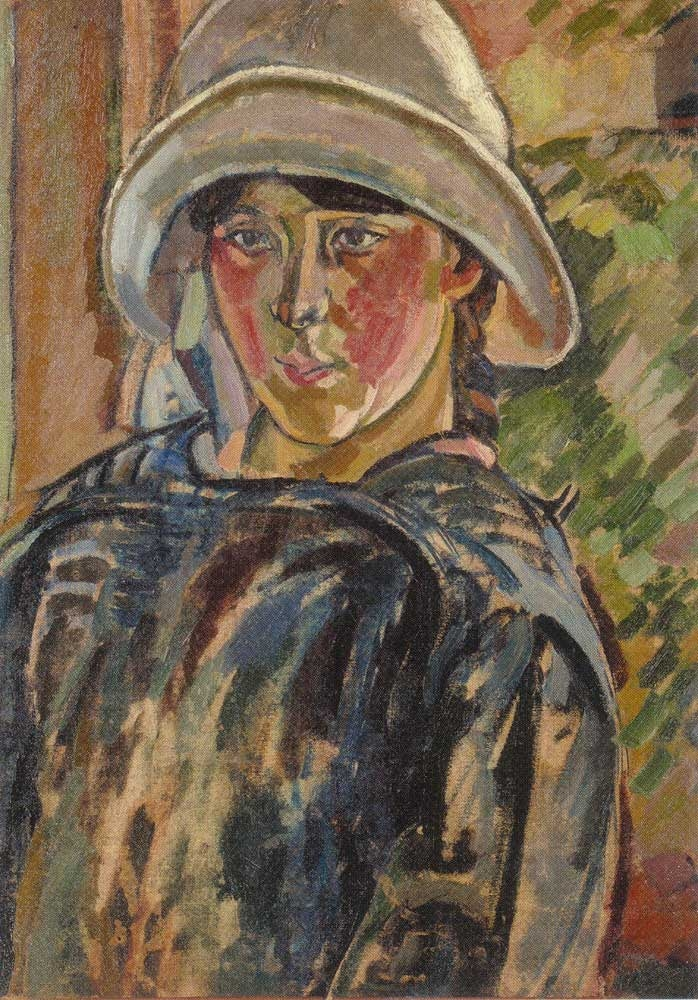
La Bellevilloise au chapeau blanc, 1920.

En 1909, il quitte Le Mans pour Paris et suit les cours de Ferdinand Humbert. Pour subvenir à ses besoins, il devient caricaturiste pour Le Pêle-Mêle, Le Sourire, L'Indiscret, Le Charivari. Le 31 août, il est clerc chez maitre Dousset. En octobre, il est employé à la Société de Raffinerie de pétrole de Lille et Bonnières.
En mai 1910, il reçoit une subvention annuelle de 500 francs du département de la Sarthe, renouvelable jusqu'en 1914.
En 1911, il échoue à entrer à l'École nationale supérieure des beaux-arts.
Il réalise en 1913 sa première commande, une fresque pour le pavillon français de l'exposition de Gand, avec Marcel Chotin, et propose des œuvres au Salon d'Automne.
Dès 1914, il rencontre André Masson à l'atelier de fresque de Paul Baudoüin. Grâce à une bourse d'études, ils partent ensemble en Italie. Lorsque la Première Guerre mondiale survient, Loutreuil écrit à Rodin le 21 septembre pour le voir « susciter un mouvement universel pour une action humanitaire. » Bien qu'exempté de tout service militaire, Loutreuil est déclaré apte au combat par le conseil de révision de Paris. Insoumis, il quitte la France pour l'Italie - il arrive à Rome le 27 décembre - et la Sardaigne - il y débarque le 1er mars 1915 - où il travaille avec la conviction que son devoir est dans la peinture et non dans la guerre : « J'aime mon pays en le servant à ma façon. » Il arrive à Naples fin janvier 1916 et, dénoncé comme déserteur et espion, il y est arrêté le 4 mars, expulsé d'Italie, et livré à la police française le 24 mars. Il est incarcéré à Marseille, au fort Saint-Nicolas. C'est au rapport du médecin qu'il devra son salut : il sera libéré en décembre 1916 pour cause de « folie raisonnante à type social ».
Il partira pour la Tunisie le 1er janvier 1917, puis à son retour en France le 5 janvier 1918, il séjournera avec Masson à Cagnes, puis aux Martigues. De retour à Paris, il rencontre Suzanne Dinkespiller, peintre elle-aussi. Cette liaison entraîne un grand espoir vite déçu qui plonge Loutreuil dans des périodes de profond abattement. En 1919, accompagné d'André Masson, il rejoint Pinchus Krémègne à Céret.
Il retournera à Paris à la fin de l'année 1919, fréquentant Montparnasse, ses académies et ses cafés ; ses nombreux dessins d'Isadora Duncan montrent son goût pour le mouvement. Il se rapproche des milieux anarchistes. On le surnomme « le Russe » ; peut-être parce qu'il a l'œil bleu et qu'il est fataliste... sans doute surtout parce que parmi les artistes de l’École de Paris, ses amis sont souvent étrangers, et qui plus est, slaves.

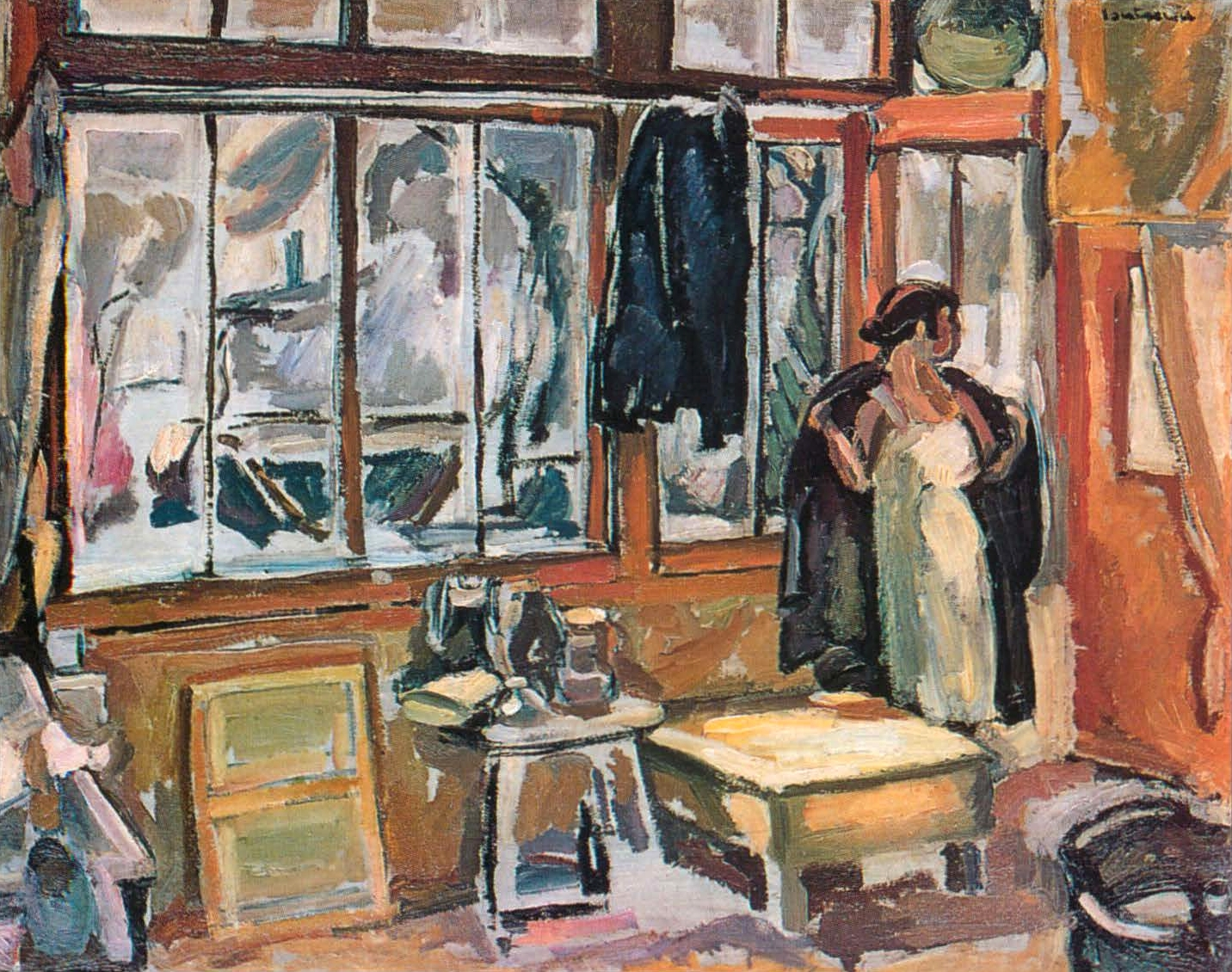
Femme dans l'atelier, huile sur toile.

En 1921, il expose au premier et unique Salon de l'Œuvre anonyme dont il est l'initiateur avec André Deslignères, Émile Perrin et Charles Vildrac (nommé président) : cet événement, moqué par une certaine presse car aucune œuvre n'est signée ou identifiée par un kartel, réunit une centaine d'artistes à la galerie Devambez à Paris du 16 au 28 février. Loutreuil montre huit toiles, des aquarelles et des dessins. En mai et en juin suivant, il expose à la boutique du collectif artistique de l'Encrier, au 74 de la rue du Bac. Dans cette coopérative d'artistes initiée par Roger Dévigne, on trouvait Louis Jouvet, Bernard Marcotte, le poète Jacques Robertfrance, entre autres. Un croquis de lui paraît dans le numéro 12 de la revue L'Encrier, organe du collectif.
En 1922, grâce à ce qui lui reste d'héritage, il achète une petite maison à Belleville, rue du Pré-Saint-Gervais.
Sa première exposition particulière a lieu en 1922 au siège de la revue Montparnasse. D'un séjour à Berlin, il ramènera des œuvres importantes qui figureront au Salon d'Automne de la même année.
Vendant trop peu, il décide de louer sa maison et de s'installer dans l'atelier de planches qu'il construit au fond du jardin.
En 1923, il se liera d'amitié avec le peintre Christian Caillard, neveu d'Henri Barbusse, avec Irène Champigny et Eugène Dabit. Toujours attiré par le voyage il part pour le Sénégal en janvier 1924 « il peint dans le souci de lutter contre la couleur locale afin de ne pas rapporter des tableaux trop pompiers ! » De retour à Paris en mars, épuisé, il trouve joie et stabilité dans l'amitié intense mais brève qui le lie à Christian Caillard, Irène Champigny et Eugène Dabit. Mais alors que l'avenir semble enfin s'éclaircir, il meurt en 1925 à l'Hôpital Broussais à Paris des suites d'une hépatite virale contractée lors du séjour qu'il fit au Sénégal.
Il est inhumé au cimetière de Chérancé dans la Sarthe.
Maurice Albert Loutreuil laisse une œuvre puissante en couleur marquée par une touche vive structurée par une palette riche d'audacieux verts et bruns rehaussés de rouges et de bleus-gris très subtils. Loutreuil était particulièrement attiré par les jeux de lumière et de contre-jour. Son œuvre par sa qualité et son nombre de pièces est très rare : seulement 335 huiles ont été référencées par l'expert Jean-François Levantal.

## Lieux d'exposition
- Galerie Durand-Ruel, Paris, 1960[3]
- Galerie de Nevers, Paris, 1976, 1979
- Musée d'Art et d'Histoire de la Ville de Saint-Denis, 1985
- Musée de Tessé, Le Mans, 1986, 2006
- Salon d'Automne au Grand Palais, Paris, 1988
- Palais Carnolès, Menton, 1989
- Musée Bourdelle, Paris, 1994
- Musée d'Art moderne, Ceret, 2007
- Galerie Malaquais, Paris
- Galerie Ut Pictura, Paris/Perpignan
- Galerie Les Montparnos, Paris, exposition Maurice Loutreuil, La part sacrificielle, nov-déc 2024.